# Fiat G.55 Centauro
Фиат G.55 Чентауро (итал. Fiat G.55 Centauro, «Кентавр») — одноместный итальянский истребитель Второй мировой войны. Самолёт разработан в конструкторском бюро компании «Фиат» под руководством Джузеппе Габриелли. Наряду с истребителями Reggiane Re.2005 и Macchi C.205 Фиат G.55 входил в истребительную «Серию 5», разрабатывавшуюся под использование импортного двигателя Daimler-Benz DB 605. Серийное производство самолёта началось на заводе Фиат в Турине в июне 1943, после раскола страны производство продолжалось под контролем немцев до апреля 1944 года. В 1947—1948 годах было возоблено производство учебной модификации. Во время войны было выпущено 274 самолёта, после войны ещё 75.
Истребители G.55 начали использоваться в ПВО Италии с 8 июня 1943 года. В ходе своей недолгой карьеры G.55 зарекомендовал себя как отличный высотный перехватчик и надежный истребитель. В 1944 году над Северной Италией "Чентауро" столкнулся с британскими Supermarine Spitfire, P-51 Mustang, P-47 Thunderbolt и P-38 Lightning, оказавшись для них достойным соперником.
Итальянские пилоты полюбили G.55, но к концу войны их было построено менее 300 машин всех модификаций. Для сравнения, Германия за всю войну произвела 33 000 Bf 109.
После раскола страны самолёты использовались обеими сторонами. С вооружения «Республики Сало» G.55 сняли в августе 1944 года.

## Проектирование и разработка
К 1939 году все основные итальянские авиазаводы приступили к разработке новой серии истребителей, спроектированных под рядный двигатель водяного охлаждения. На начальном этапе итальянские инженеры просто переработали планер уже стоявших на вооружении истребителей первого поколения под немецкий двигатель Daimler-Benz DB 601. Самолеты этой серии получили буквенно-цифровые обозначения, заканчивающиеся цифрой "2". В результате свет увидела, так называемая "Серия 1/2", самым ярким представителем которой стал Macchi с. 202 Фолгоре. Самолет представлял собой модернизацию Macchi С. 200 под рядный V-образный 12-цилиндровый двигатель, вместо привычного звездообразного.
Но итальянские авиаконструкторы на этом не остановились, и уже в 1941 году переключили свое внимание на новый, более крупный и мощный двигатель Fiat RA.1050, являвшийся лицензионной копией Daimler-Benz DB 605. Под этот двигатель была разработана, так называемая, "серия 5". Она имела буквенно-цифровые обозначения, заканчивающиеся цифрой "5". Самыми яркими представителями этой серии стали Macchi C. 205, Reggiane Re.2005, Fiat G. 55.
В ходе работы над новой версией истребителя Fiat G. 50 с двигателем DB 601 главный конструктор Fiat, Джузеппе Габриэлли приходит к выводу, что для самолета больше подойдет новый двигатель DB 605.
Первый прототип G.55 совершил свой первый полетел 30 апреля 1942 года. Пилотировал самолет командир Валентино Кас. Новый истребитель сразу показал превосходные летно-технические характеристики.
Вооружение состояло из одной 20-мм пушкой MG 151/20 с 200 патронами, установленной в развале цилиндров, и четыре 12,7 мм (.5 В) пулеметов Бреда-Сафат. Два были расположены под капотом над двигателем и еще два под двигателем. Все четыре пулемета стреляли сквозь вращающийся пропеллер. Однако, это затрудняло обслуживание самолета, поэтому на последующих моделях два нижних пулемета были демонтированы и заменены на две крыльевые пушки MG 151/20 (всего три пушки и два 12,7-мм пулемета, хотя встречались модификации с пулеметами в крыльях вместо пушек).
Один из прототипов был направлен в Гвидонию для проведения сравнительных испытаниям с другими истребителей 5-й серии: Macchi C. 205V Veltro и грозного Reggiane Re.2005 Sagittario. Отличительно особенностью всей серии было то, что все истребители были спроектированы вокруг лицензионного немецкого двигателя Daimler-Benz DB 605. По результатам проведенных испытаний было установлено, что G.55 Centauro, в целом соответствовал требованиям, заявленным Regia Aeronautica, и был принят на вооружение.
К началу 1943 года массированные бомбардировки Италии авиацией союзников заставили командование итальянских ВВС всерьез задуматься о нехватке в итальянских войсках высотных истребителей  Выше 8000 м (а именно это была рабочая высота бомбардировщиков) эффективность Macchi C. 202 резко падала, а его легкое вооружение было едва ли достаточно, чтобы сбить тяжелые бомбардировщики союзников. Совсем иначе дело обстояло с истребителями "серии 5".
G.55 Centauro, среди прочих, показал лучшие высотные характеристики, благодаря большой площади поверхности крыла. Кроме того, его мощное вооружение, наряду с солидным запасом боеприпасов (G. 55 имел 250 патронов 20 мм пушке против 120 патронов в Re.2005) позволяло с легкостью сбить американские тяжелые бомбардировщики B-17.
Серийная версия, имевшая обозначение Serie I, имела стандартное вооружение из трех 20 мм MG 151/20 и двух 12,7 мм пулеметов "Бреда-Сафат", а также возможность подвешивать под подкрылья либо две бомбы (до 160 кг/350 фунтов), либо два сбрасываемых топливных бака (100 л/26 US Gal). На момент перемирия, 8 сентября 1943 года, было построено 35 G. 55 всех модификаций, включая три опытных образца.

## Боевое применение

### В Итальянских ВВС
Боевое крещение G.55 прошел 5 июня 1943 года, отражая атаку авиации союзников на Сардинию.
После раскола страны часть G.55 оказалась в руках Вооружённых сил Итальянской Республики и перешла в состав Республиканской Национальной Авиации. Точное число G.55, доставшихся нацистской Германии до сих пор не известно. Около 18 G.55 были переданы РНА, в то время как 12-20, или даже 42 машины, по некоторым данным, были реквизированы Люфтваффе. После того как Centauro поступил на службу РНА, было принято решение решение о производстве 500 G.55, 300 из которых планировалось произвести в модификации G. 55/I и 200 самолетов модификации G.55/II, вооруженных пятью 20-мм MG 151/20.  (Одна пушка в развале цилиндров, две в верхней части обтекателя, и еще два в крыльях). В целом в подразделения РНА были поставлены только 148 G. 55. И поскольку машин катастрофически не хватало, подразделения итальянских ВВС начали постепенно переоснащать на немецкие Bf 109G различных модификаций. Однако, итальянские пилоты предпочитали немецким самолетам G.55 собственного производства.
Пилоты итальянских ВВС на "Чентауро" оказали достойное сопротивление союзным истребителям Spitfire и Mustang.

### На службе Люфтваффе
В декабре 1942 г. техническая комиссия Regia Aeronautica получила приглашение от Luftwaffe для тестирования некоторых немецких самолетов в Рехлине. Визит стал частью программы по стандартизации производства самолетов стран Оси. Одновременно с этим группа офицеров Luftwaffe посетили Гуидонии, где , в том числе, проявили интерес к поставкам обещанных истребителей «серии 5». 9 декабря результаты этого визита были рассмотрены на совещании Люфтваффе и вызвали интерес самого Германа Геринга. В феврале 1943 года немецкая испытательная комиссия была направлена в Италию для всесторонней оценки новых итальянских истребителей. Комисся под руководством Оберста Петерсена состояла из представителей командования и пилотов Luftwaffe, а также технического персонала. Немцы также привезли с собой несколько самолетов, включая Fw 190 A-5 и Bf 109 G-4 для непосредственных сравнительных испытаний с итальянскими истребителями и имитации воздушного боя.
Испытания начались 20 февраля 1943 г. совместно с немецкой комиссией, оставшейся под большим впечатлением от итальянского самолета. В особенности от G. 55. Испытания выявили, что все истребители пятой серии были очень хороши на малых высотах, но G. 55 также смог составить конкуренцию своим немецкими «братьям» по скороподъемности и скорости на больших высотах. При этом машина сохраняла превосходную управляемость. По окончании испытаний немецкая комиссия поставила "отлично" для G. 55 и "отлично" для Re.2005. Хотя отмечалось, что последний весьма сложен в производстве. Заключение по C. 205. Было «Средне». Глава комиссии, Оберст Петерсен, определил G. 55 как "лучший истребитель оси" и немедленно телеграфировал Герингу. Выслушав рекомендации Петерсена, Мильха и Галланда, в ходе совещания, проведенное Герингом 22 февраля 1943 года, было принято решение о начале производства G. 55 в Германии.

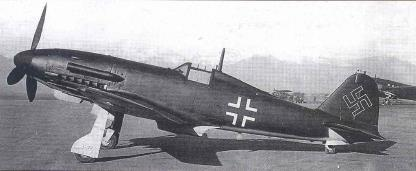
Немецкий G.56 с двигателем DB.603

Помимо хороших летных характеристик, немцев крайне заинтересовал модернизационный потенциал G. 55. Итальянский самолет был больше и тяжелее немецкого Bf. 109, что позволяло установить более крупный и мощный двигателя DB 603, в то время, как установка его в планер Bf. 109 считалось  в тот период невозможной. В марте и мае 1943 года Германия снова приглашает итальянцев посетить  Рехлин и Берлин. G. 55 был повторно испытывают в Рехлине в присутствии Milch. Габриэлли и других сотрудников FIAT приглашают посетить немецкие заводы и обсудить перспективу дальнейшей модернизации самолета.
Технические характеристики немецкой версии G55/II включали двигатель DB 603, пять 20-мм пушек и герметичную кабину.  Крыльевое расположение оружия положило начало окончательной конфигурации серии I. А после установки двигателя DB 603 в планер самолет получил обозначение G. 56. В качестве доказательства своей заинтересованности немцев к G. 55, Luftwaffe приобрели три полных корпуса G. 55/0 для всестороннего анализа и испытаний, обеспечив в ответ итальянцев тремя двигателями DB 603 и оборудованием для развертывания производственной линии итальянской копии DB 605. Два самолета G. 55, принадлежавших Luftwaffe, остались в Турине на заводах Aeritalia, где они использовались немецкими и итальянскими инженерами для изучения возможных модификаций, изменений и возможной оптимизации производственного процесса. Позже они были переделаны «серию I» и доставлены в ANR. Оставшийся самолет переведен в Рехлин для испытаний и экспериментов в Германии.

## После Второй Мировой
В 1946 году Fiat возобновил производство G.55, используя большой запас частично готовых корпусов и компонентов, оставшихся на его заводах. Производились две основные модификации: G. 55A, одноместный учебно-боевой, и G. 55B, двухместный учебный. Прототипы поднялись в воздух 5 сентября 1946 года и 12 февраля 1946 года соответственно.
АМИ приобрела 19 G.55As и 10 G.55Bs, в то время как аргентинские ВВС приобрели 30 G.55As, и 15 G.55Bs. В сентябре 1951 года подразделения ВМС и армии Аргентины предприняли попытку военного переворота против правительства Хуана Перона. G.55s и единственный аргентинский G. 59 из Grupo 2 de Caza аргентинских военно-воздушных сил попытались перейти к повстанческим силам, отправившись на военно-морскую авиабазу Пунта-Индио. Пилоты были арестованы по прибытии, а самолет обездвижен, однако, и не принимал дальнейшего участия в восстании, которое было разбито силами лоялистов.

## Технические характеристики
Приведённые ниже характеристики соответствуют модификации G.55/I:
| Характеристика               | Fiat G.55/I                                                                     |                            |
| Технические характеристики   | Технические характеристики                                                      | Технические характеристики |
| ---------------------------- | ------------------------------------------------------------------------------- | -------------------------- |
| Экипаж:                      | 1 человек                                                                       |                            |
| Длина:                       | 9,37 м                                                                          |                            |
| Размах крыла:                | 11,85 м                                                                         |                            |
| Высота:                      | 3,13 м                                                                          |                            |
| Площадь крыла:               | 21,11 м²                                                                        |                            |
| Масса пустого:               | 2630 кг                                                                         |                            |
| Нормальная взлетная масса:   | 3520 кг                                                                         |                            |
| Максимальная взлетная масса: | 3718 кг                                                                         |                            |
| Двигатели:                   | 1× Daimler-Benz DB.605A                                                         |                            |
|                              | или лицензионный 12-цилиндровый Fiat RA.1050 RC.58 Tifon жидкостного охлаждения |                            |
| Мощность:                    | 1× 1475 л. с. (1085 кВт)                                                        |                            |
| Лётные характеристики        |                                                                                 |                            |
| Максимальная скорость:       | 623 км/ч на высоте 7000 м                                                       |                            |
| Практическая дальность:      | 1200 км (1650 км с 2× 100 л ПТБ)                                                |                            |
| Практический потолок:        | 12 750 м                                                                        |                            |
| Скороподъёмность:            | 13,9 м/с                                                                        |                            |
| Время набора высоты:         | 7000 м за 8,57 минуты                                                           |                            |
| Нагрузка на крыло:           | 154 кг/м²                                                                       |                            |
| Тяговооружённость:           | 308 Вт/кг                                                                       |                            |
| Вооружение                   |                                                                                 |                            |
| Пушечно-пулемётное:          |                                                                                 |                            |
|                              | 1× 20 мм пушка Mauser MG 151/20 в двигателе                                     |                            |
|                              | 2× 20 мм пушки в крыле                                                          |                            |
|                              | 2× 12,7 мм пулемёта Breda-SAFAT в фюзеляже                                      |                            |
| Бомбовая нагрузка:           |                                                                                 |                            |
|                              | 2× 160 кг бомбы                                                                 |                            |

## Модификации
G.55 - Базовая модификация. Построено 3 прототипа.
G.55/0 - Построено 16 предсерийных машин.
G.55/1 - Первая серийная модификация.
G.55/2 - истребитель ПВО. Версия для борьбы с бомбардировщиками  Союзников.
G.55/A,B - Одноместный и двухместный учебно-тренировочные варианты. Разработаны в послевоенный период.
G.55S - Модификация штурмовика-торпедоносца.

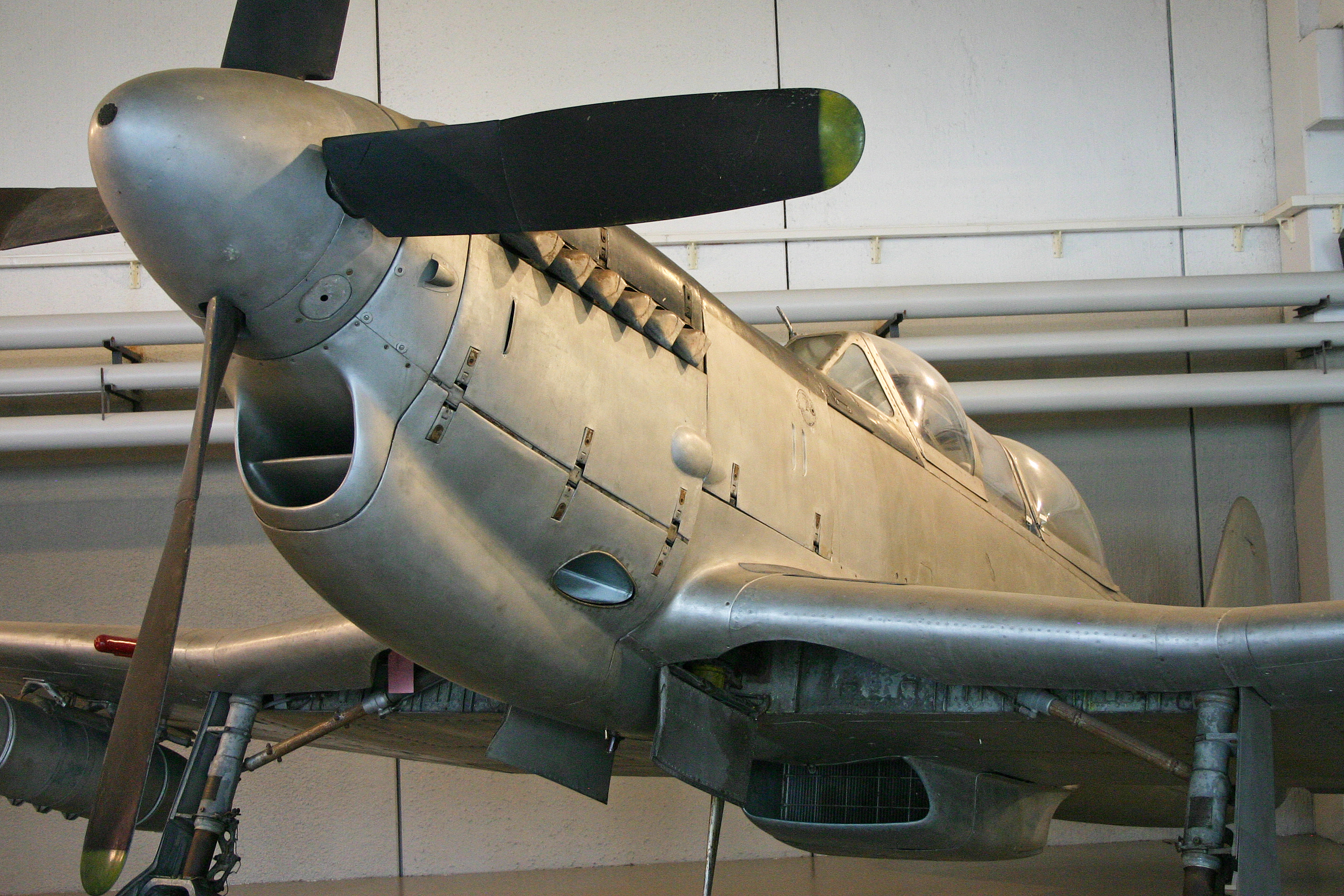
Fiat G.59-4B

G.56 - прототип с двигателем Daimler-Benz DB 603А. Fiat G. 56 отличался от Fiat G. 55 с более крупным немецким двигателем Daimler-Benz DB 603. Были построены два опытных образца. Летные испытания начались в марте 1944 года. 30 марта командир Валентино КАС достиг скорости 690/700 км/ч (430/440 миль / ч). Официальная максимальная скорость составляла 685 км/ч (426 миль / ч). Самолет был вооружен тремя 20-мм пушками MG 151/20, одна стреляла через ступицу винта, две другие устанавливались в Крыльях. Летно-технические характеристики были превосходными. В ходе летных испытания самолет превзошел как Bf. 109K, так и Bf. 109G и Fw 190A. Производство, однако, не было разрешено руководством нацистской Германии.
G.57 - Версия. разработанная под 1250-сильный радиальный двигатель воздушного охлаждения Fiat A.83 R.C.24/52.
G.59 - Широкое производство G. 55s для Италии и Аргентины в послевоенные годы привело к тому, что имеющиеся у Италии запасы лицензионной версии двигателя DB 605 исчерпались. Поскольку спрос на самолет все еще сохранялся, было принято решение переоборудовать его под более доступный двигатель Rolls-Royce Merlin. Первый полет состоялся в начале 1948 года. Модернизация прошла успешно, и АМИ решила преобразовать свои G 55S под двигатель Merlin. Переоборудованные самолеты вновь ввели в эксплуатацию в летном училище Лечче в 1950 году под обозначением G. 59-1A и г. 59-1Б (одно - и двух-местных версий).

## Эксплуатация

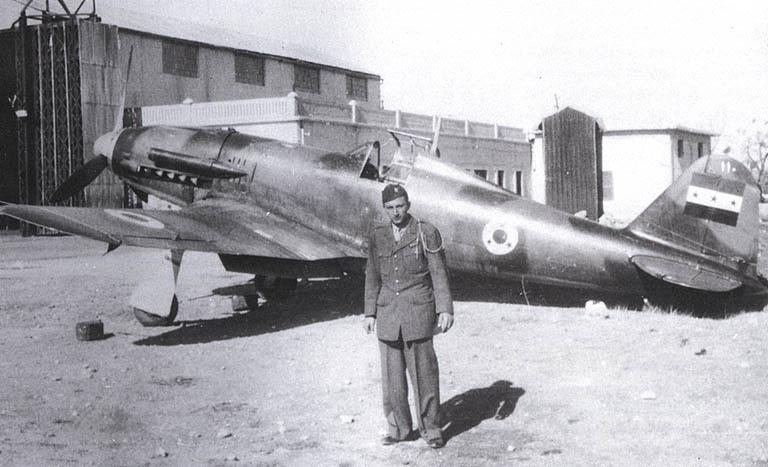
Fiat G.55 ВВС Сирии

Италия
- Regia Aeronautica
- Республиканская Национальная Авиация
- ВВС Италии (основаны в 1965 году)[16]. Последними модификациями стали одноместные G. 59-4A и двухместные G. 59-4B, которые были оснащены каплевидными фонарями кабины для улучшения обзора. 20 G.59-4A и 10 G.59-4B были закуплены в Италии[17].

 Аргентина
- ВВС Аргентины 30 G.55A, и 15 G.55B.[18]

 Королевство Египет
- Королевские ВВС Египта

 Сирия
- ВВС Сирии Сирия заказала 30 подобных самолетов. Производство к тому времени было полностью восстановлено, так как старые запасы комплектующих для G. 55 были полностью исчерпаны. Из них 26 были одноместными (G.59-2А), а остальные четыре - двухместными (G.59-2B)[17]. Один G. 59-2A был приобретен Аргентиной для оценки, но дальнейших заказов от южноамериканской республики не последовало.